# Phaeocroides damarinus
Phaeocroides damarinus är en skalbaggsart som beskrevs av Louis Albert Péringuey 1908. Phaeocroides damarinus ingår i släktet Phaeocroides och familjen Hybosoridae. Inga underarter finns listade i Catalogue of Life.